# Ochsenheimeria glabratella
Ochsenheimeria glabratella is een vlinder uit de familie spitskopmotten (Ypsolophidae). De wetenschappelijke naam is voor het eerst geldig gepubliceerd in 1914 door Muller-Rutz.
De soort komt voor in Europa.